# Prilagodljivo število
Prilagodljivo število je naravno število, za katerega obstaja večkratna množica toliko naravnih števil dolžine n, da v skupni vsoti in produktu dajo prvotno število. Če to ponazorimo algebraično za naravno število n, potem obstaja večkratna množica n naravnih števil {a1, ..., an}, za katere velja identiteta
{\displaystyle n=\sum _{i=1}^{n}a_{i}=\prod _{i=1}^{n}a_{i}}
Negativna števila so v večkratni množici dovoljena. Na primer, 5 je prilagodljivo, ker velja 5 = 1 + (−1) + 1 + (−1) + 5. Vsa in samo ta števila, ki so kongruentna 0 ali 1 (mod 4), razen 4 so prilagodljiva. (Tamvakis & Lossers 1998)
Nekaj prvih prilagodljivih števil je: 1, 5, 8, 9, 12, 13 ... A100832
Rešitev za naravna števila oblike n = 4k + 1 se lahko poda z množico 2k (+1) in 2k (−1) in n samega. (To je posplošitev zgornjega primera za 5.)
Čeprav ni razvidno iz definicije, je množica prilagodljivih števil zaprta pod množenjem (produkt dveh prilagodljivih števil je prilagodljivo število).
Vsa sestavljena števila bi bila prilagodljiva, če bi bila večkratna množica katerekoli dolžine, kajti če bi bile na voljo tudi ostale rešitve, potem lahko vsak izrazi rešitev z uporabo praštevilskega razcepa (izražena s ponavljajočimi se faktorji, ne z eksponenti) in doda toliko enic, kolikor je potrebno, da pride do n. Produkt te množice naravnih števil bo dal n, ne glede na število enic, ki so v množici. Poleg tega pa bi pod predpostavko vsako število n bilo prilagodljivo. Zamisli si neelegantno rešitev za n od {1, −1, 1, −1, n}. V vsoti so pozitivna števila uničena za razliko od negativnih, a n ostane v produktu, dve negativni števili pa se razveljavita zaradi njunih znakov.
Prilagodljiva števila se naj ne zamešajo z prijateljskim številom, ki so pari naravnih števil, čigar delitelji se križno seštejejo.